# Charlotte Caubel
Pour les articles homonymes, voir Caubel.
Charlotte Caubel, née le 2 juin 1972 à Nancy (Meurthe-et-Moselle), est une magistrate et femme politique française, membre du parti Horizons.
Directrice de la Protection judiciaire de la jeunesse entre 2020 et 2022, elle est secrétaire d'État chargée de l'Enfance au sein du gouvernement Élisabeth Borne du 20 mai 2022 au 8 janvier 2024.

## Biographie

### Origines, formation et vie privée
Charlotte Caubel est née le 2 juin 1972 à Nancy, en Meurthe-et-Moselle.
Après des études à l'Institut d'études politiques de Paris (Sciences Po) et à la faculté de droit de l'université Panthéon-Assas, où elle rédige un mémoire sur le statut constitutionnel du juge judiciaire, elle intègre l'École nationale de la magistrature comme auditrice de justice au sein de la promotion 1996.
Elle est mariée à Alexandre Bompard, président-directeur général du groupe Carrefour, avec qui elle a trois enfants,.

### Carrière professionnelle
Sa carrière débute en juillet 1998 comme substitut du procureur de la République au tribunal de grande instance de Meaux, chargée de la section des mineurs et de la famille. Après un passage à la Chancellerie comme substitute à l'administration centrale à partir de 2001, elle est nommée, le 6 janvier 2005, juge au tribunal de grande instance de Bobigny, puis vice-présidente au même tribunal.
En 2010, elle est détachée comme conseillère juridique auprès du ministère de l'Économie, de l'Industrie et de l'Emploi et du ministère du Budget, des Comptes publics et de la Réforme de l'État. En 2013, elle est nommée sous-directrice pour exercer les fonctions de conseillère juridique de Tracfin. En 2014, elle retourne en juridiction comme première vice-procureure près le tribunal de grande instance de Paris, pour diriger la section JIRS financière, économique et commerciale du parquet de Paris. En mai 2017, elle est nommée conseillère justice au cabinet du Premier ministre Édouard Philippe. Devenue inspectrice de la Justice, elle est nommée, en septembre 2020, directrice de la Protection judiciaire de la jeunesse au ministère de la Justice.
Le 8 septembre 2021, lors d'une audition à l'Assemblée nationale, elle explique que « le ministère de l'Intérieur a raison d'être vigilant sur l'appel d'air que constitue notre dispositif de protection de l'enfance, à la fois dans une logique de flux, mais surtout parce qu'il faut mesurer le parcours migratoire de ces enfants, qui sont envoyés parce qu'on sait que l'Europe protège les enfants ». Face aux protestations des parlementaires l'auditionnant, elle précise la problématique de la prise en charge des mineurs non accompagnés. Selon elle, l'enjeu est « que des majeurs ne bénéficient pas de cette protection, sauf à noyer nos dispositifs ». Elle ajoute que faire cohabiter majeurs et mineurs dans des lieux d'hébergement « est problématique ».
Le 29 avril 2025, le Conseil supérieur de la magistrature, en raison de son manque d'expérience au sein d’une juridiction locale, émet un avis défavorable sur sa nomination par le ministère de la Justice au poste de procureure de Créteil,. Elle est nommée en août procureure adjointe à Paris.

### Parcours politique
Le 20 mai 2022, elle est nommée secrétaire d'État auprès de la Première ministre, chargée de l'Enfance au sein du gouvernement Élisabeth Borne,, succédant à Adrien Taquet. Sa nomination est saluée par le GIP Enfance en danger, qui se félicite du rattachement du portefeuille à la Première ministre.
Le 25 octobre 2022, elle plaide à l’Assemblée nationale pour filtrer l’accès aux sites pornographiques aux mineurs en imposant l’utilisation de la carte bancaire pour pouvoir accéder à ces sites.
En novembre 2022, elle annonce vouloir instaurer dans une future loi la suspension et le retrait de l'autorité parentale au conjoint accusé ou condamné pour inceste ou violences familiales.
Elle quitte le gouvernement en janvier 2024 avec la démission d'Élisabeth Borne et n'est pas reconduite dans le gouvernement de Gabriel Attal, où elle est remplacée par Sarah El Haïry. 